# 阿利亚诺泰尔梅
阿利亚诺泰尔梅（義大利語：Agliano Terme），是意大利阿斯蒂省的一个市镇。总面积15.38平方公里，人口1679人，人口密度109.2人/平方公里（2009年）。ISTAT代码为005001。